# Tornado Alley

Poloha Tornado Alley (červená oblast)

Tornado Alley (v českém překladu doslovně „ulička tornád“ či „tornádová ulička“, ale používá se i chybný překlad „alej tornád“ či termín „tornádový pás“) je hovorové označení pro část Spojených států amerických, kde dochází k velmi častému výskytu tornád. I když tato oblast není oficiálně definována, je tento pojem obvykle spojován s územím mezi Skalnatými horami a Appalačským pohořím.
Tornado Alley bývá definována různě. Podle výskytu intenzivních tornád zahrnuje severní Texas, Oklahomu, Kansas, Nebrasku, část Jižní Dakoty a Colorada. Na základě zvýšeného počtu tornád jsou do ní navíc zahrnovány i nížiny při řekách Mississippi a Ohio a dále pak jihovýchod Spojených států až po hranice Floridy.
Někdy se oblasti dělí na „klasickou tornádovou alley“: od severozápadního Texasu přes severní Texas, přes Oklahomu, Kansas a východní Nebrasku, „středozápadní alley“: Illinois a Indiana a „Dixie alley“: z Arkansasu do Louisiany a z Texasu přes Mississippi k Alabamě a Georgii, zasahuje také Floridu.